# 董朴
董（15世紀—16世紀），字汝淳，湖廣黃州府麻城縣人，明朝政治人物。

## 生平
董朴是贈員外董紹之子，成化十六年（1480年）中舉人，二十年（1484年）成進士，弘治年間獲授重慶知府，任內廉潔愛民，在該地申明禮義、改正風俗，因父母逝世回鄉，重慶人民刻石銘記他的德行。
董朴服闕後得起用為楚雄知府，於該處教育農桑、建立碉堡、修築學舍、增加祭器，尤其勤勞講學，又資助貧窮子弟婚葬；正德四年（1509年）九月陞官江西右參政，所至得稱廉正，八年（1513年）正月因剿賊戰敗，被降一級。辭官後薄田敝廬終老，寫作的詩詞類似陶潛與韋應物，時稱「董五言」。

## 家族
祖父董應軫，字宗南，宣德七年壬子乡举第一，授郑州学博，擢福建提学佥事。会广寇乱，举朝以经济推应轸升参议，平蛮有功，致仕归。有七子，董绪、董紀皆为舉人；董紱、董𦁄、董䋊，皆進士。父董绍。
子董士毅，字惟远，號三泉，正徳庚午举于乡，授四川南充令，一介不取，有“青菜布衣、破伞羸马”之谣。升守蓬州，清操益励，归时囊无长物。正德戊辰大旱，捐谷倩人，埋瘗饥殍，不下数千。